# Patrick Kalupa
Patrick Kalupa (Berlino, 13 ottobre 1979) è un attore tedesco.

## Biografia
Kalupa, di origini polacche, ha iniziato la carriera come modello per un'agenzia di Berlino, facendo il suo esordio come attore nel 2000 nella commedia cinematografica Sex Up dove recita il ruolo di Walter. Dal 2003 al 2005, Kalupa ha studiato recitazione con l'attore Michael Gräwe a Berlino; nel 2004 torna temporaneamente al mondo della moda, lavorando come modello per Fruit of the Loom. Da dicembre 2006 al maggio 2007 ha interpretato Leonce e Lena al Theater im Kino (TiK) di Berlino. Un altro impegno teatrale è seguito nel 2007 al Theater Freiflug nella produzione Der Zauberkessel. In questi anni Kalupa ha anche ricoperto ruoli di episodi minori in varie serie televisive, tra cui Familie Dr. Kleist e SOKO Wismar. Nella commedia televisiva del 2006 Schüleraustausch – Die Französinnen kommen ha incarnato il ruolo di Benny, l'amico del ricco snob Henk. Nel 2009 ha anche avuto un piccolo ruolo nel film per la televisione della ZDF Il mio finto fidanzato della serie televisiva Inga Lindström.
Da ottobre 2010 a gennaio 2012, ha interpretato il ruolo principale di Tom Lanford, l'amministratore delegato del marchio di moda Lanford Luxury, nella telenovela Sat.1 Anna und die Liebe. Dal 2016 al 2018, ha avuto un ruolo secondario ricorrente nella serie televisiva ARD In aller Freundschaft nel ruolo di Jenne Derbeck. Dal 2017 al 2019, Kalupa ha fatto parte della serie poliziesca Die Rosenheim-Cops nel ruolo dell'ispettore capo Christian Bach. Nel 2018 e nel 2019 ha interpretato il custode di animali Daniel Wolff nella sitcom di RTL Beste Schwestern. Dal 2020 al 2023 ha interpretato il capo dipartimento Roman Kramer in Alarm für Cobra 11 - Die Autobahnpolizei.

## Vita personale
Kalupa è sposato con l'attrice Leonie Parusel dal 2019. La coppia ha due figlie e vive a Berlino-Weißensee. 

## Filmografia
- Sex Up – Jungs haben’s auch nicht leicht (2003)
- Familie Dr. Kleist (2004)
- Schüleraustausch – Die Französinnen kommen (2006)
- SOKO Wismar (2009)
- 79 Leben (2009)
- Deer Lucy (2009)
- Inga Lindström: Il mio finto fidanzato (2009)
- Anna und die Liebe (2010 - 2012)
- (Un)möglichkeiten (2011)
- Löwenzahn (2011)
- In aller Freundschaft (2012)
- Ein starkes Team (2013)
- Inga Lindström – Ricomincio da te (2014)
- Bettys Diagnose (2015 - 2016)
- Operation Anthropoid (Antropid) (2016)
- Alarm für Cobra 11 – Die Autobahnpolizei (2016 - 2023)
- In aller Freundschaft (2016 - 2018)
- Die Rosenheim-Cops (2017 - 2019)
- SOKO Potsdam (2018)
- Familie Dr. Kleist – Zwischen den Stühlen (2018)
- Squadra speciale Lipsia (2021 - 2022)
- Polizeiruf 110 (2022)
- Praxis mit Meerblick – Dornröschen (2023)
- Dr. Nice - serie TV, 9+ episodi (2023-...)

## Riconoscimenti
2011: German Soap Award – Miglior Attore di Telenovela.